# Химна Хрватске
Лијепа наша домовино је химна Републике Хрватске.
Први пут је постала химна у доба Краљевине Југославије. Била је део тадашње националне химне, с неким изменама служила је и као химна НДХ, а затим је била химна СР Хрватске и коначно је 1991. године проглашена за државну химну. Музику је написао Јосиф Руњанин 1846. године, а текст Антуна Михановића први је пут објављен 1831. године у Даници хорватској, славонској и далматинској под насловом „Хорватска домовина“.

## Стихови
Лијепа наша домовино,
Ој јуначка земљо мила,
Старе славе дједовино,
Да би вазда сретна била!
Мила кано си нам славна,
Мила си нам ти једина,
Мила куда си нам равна,
Мила куда си планина!
Теци Драво, Саво теци,
Нит' ти Дунав силу губи!
Сиње море, свијету реци,
Да свој народ Хрват љуби!
Док му њиве сунце грије,
Док му храшће бура вије,
Док му мртве гробак крије,
Док му живо срце бије!

## Занимљивости
Крајем септембра 1914. године (за време Битке на Дрини), забележено је да су српски војници пре сваког напада певали „Лијепа наша” и „Ој Хрватско још поживи”, да би навели Хрвате у непријатељској војсци да престану да се боре против својих јужнословенских „сународника”. Било им је одговорено плотунима.